# Jabez Makanda
Jabez Makanda Maleko (* 8. August 2001 in Luanda) ist ein deutsch-angolanischer Fußballspieler.

## Karriere
In seiner Jugend spielte Makanda für die SG Rosenhöh, FSV Frankfurt, 1. FC Nürnberg und Eintracht Frankfurt. Zur Spielzeit 2020/2021 wechselte er aus der U19 in den Profibereich. Bei der Eintracht stand er zwar im Bundesligakader, kam jedoch auf keinen Einsatz.
Im August 2021 schloss Makanda sich dem FK Pirmasens an. Für den Verein absolvierte er zwölf Ligaspiele in der Regionalliga Südwest und drei Spiele im Südwestpokal. Anschließend lief Makanda von Januar 2022 bis Juli 2022 für den FC Gießen auf. Hier absolvierte er Spiele für die 1. Mannschaft in der Regionalliga Südwest und für die Zweitvertretung in Verbandsliga Hessen.
Von Juli 2022 bis Juli 2024 spielte Makanda zwei Jahre beim FC Berdenia Berburg in der Ehrenpromotion, der zweithöchsten Spielklasse in Luxemburg. In diesen zwei Spielzeiten bestritt er 56 Ligaspiele mit 16 Toren und 17 Vorlagen. Zudem bestritt Makanda zwei Partien im Coupe de Luxembourg, wo er mit dem Verein 2022/2023 bis ins Achtelfinale vordringen konnte.
Seit Sommer 2024 spielt Makanda wieder in Deutschland. Er wechselte im Juli 2024 zu Alemannia Aachen in die 3. Liga. Sein Debüt in Liga 3 gab er am 3. August 2024 (1. Spieltag) beim 2:1-Auswärtserfolg gegen Rot-Weiss Essen. Makanda kam in der 80. Spielminute für Bentley Baxter Bahn aufs Feld und sah in der Nachspielzeit die Gelbe Karte. Für die Alemannia absolvierte er insgesamt 3 Spiele, zwei in der Liga und eine Partie im Mittelrheinpokal.
Im Februar 2025 schloss sich Makanda dem VfR Mannheim in der Oberliga Baden-Württemberg an.

## Sonstiges
Sein Bruder Blessing Makanda (* 14. Februar 2006) ist ebenfalls Fußballspieler. Er spielt derzeit bei der U19 der TSG 1899 Hoffenheim.